# Kyselina mandlová
Kyselina mandlová (též kyselina fenylglykolová; systematický název je kyselina 2-fenyl-2-hydroxyethanová, sumární vzorec C8H8O3) je aromatická alfa-hydroxykyselina. Jedná se o bílou krystalickou pevnou látku rozpustnou ve vodě a většině běžných organických rozpouštědel.

## Objevení a název
Kyselina mandlová byla objevena při zahřívání amygdalinu, extraktu z hořkých mandlí, se zředěnou kyselinou chlorovodíkovou. Poprvé to ohlásili J. W. Walker a V. K. Krieble v roce 1909. Název sloučeniny byl odvozen (nejprve v němčině) právě podle mandle.

## Chemie
Kyselina mandlová je izomer kyseliny kresotinové (2-hydroxy-3-methylbenzoové) a kyseliny 2-methoxybenzoové. Deriváty kyseliny mandlové vznikají jako výsledek metabolismu adrenalinu a noradrenalinu monoaminoxidázou a katechol-o-methyltransferázou. Kyselina je také přítomna v některých výrobcích pro péči o kůži, je meziproduktem při výrobě jiných biochemikálií, lze ji použít jako analytické činidlo a je prekurzorem při výrobě barviv.
Protože molekula obsahuje chirální atom uhlíku, existuje kyselina ve dvou opticky aktivních formách. Racemická směs je známa jako kyselina paramandlová.

## Příprava
Kyselinu mandlovou lze připravovat účinkem kyseliny chlorovodíkové na mandlonitril (adiční sloučeninu benzaldehydu a kyanovodíku), vařením kyseliny fenylchloroctové se zásadami, zahříváním benzoylformaldehydu se zásadami nebo působením zředěných zásad na ω-dibromacetofenon.
Mandlonitril lze připravit reakcí benzaldehydu s hydrogensiřičitanem sodným, kdy vzniká příslušná adiční sloučenina společně s kyanidem sodným, který je hydrolyzován:

## Použití
Kyselina mandlová má dlouhou historii používání v lékařské komunitě jako antibakteriální látka, zvláště při léčbě infekcí močového traktu. Používá se také jako orální antibiotikum. Později získala popularitu jako přípravek pro ošetření kůže při akné u dospělých. Používá se i jako alternativa ke kyselině glykolové ve výrobcích pro péči o kůži. Kyselina mandlová má větší molekulu a je proto lépe tolerována kůží - je též unikátní v tom, že na rozdíl od kyseliny glykolové má také antibakteriální vlastnosti.
Použití pro účely péče o kůže bylo uvedeno Dr. Jamesem E. Fultonem, který v roce 1969 objevil kyselinu retinovou (kyselý vitamin A, tretinoin, Retin A). Na základě tohoto výzkumu dermatologové nyní doporučují kyselinu mandlovou jako vhodnou léčbu pro širokou škálu kožních problémů, od akné po vrásky. Je zvláštně vhodná pro léčbu akné u dospělých, protože zde jsou přítomny oba uvedené problémy. Doporučuje se též před a po laserové léčbě, kdy snižuje míru podráždění způsobeného laserem a zkracuje jeho trvání.